# Johnny Thunders
Pour les articles homonymes, voir Thunder.
 (juin 2019).
Si vous disposez d'ouvrages ou d'articles de référence ou si vous connaissez des sites web de qualité traitant du thème abordé ici, merci de compléter l'article en donnant les références utiles à sa vérifiabilité et en les liant à la section « Notes et références ».
 (juillet 2021).
La mise en forme du texte ne suit pas les recommandations de Wikipédia : il faut le « wikifier ».
Les points d'amélioration suivants sont les cas les plus fréquents. Le détail des points à revoir est peut-être précisé sur la page de discussion.
- Les titres sont pré-formatés par le logiciel. Ils ne sont ni en capitales, ni en gras.
- Le texte ne doit pas être écrit en capitales (les noms de famille non plus), ni en gras, ni en italique, ni en « petit »…
- Le gras n'est utilisé que pour surligner le titre de l'article dans l'introduction, une seule fois.
- L'italique est rarement utilisé : mots en langue étrangère, titres d'œuvres, noms de bateaux, etc.
- Les citations ne sont pas en italique mais en corps de texte normal. Elles sont entourées par des guillemets français : « et ».
- Les listes à puces sont à éviter, des paragraphes rédigés étant largement préférés. Les tableaux sont à réserver à la présentation de données structurées (résultats, etc.).
- Les appels de note de bas de page (petits chiffres en exposant, introduits par l'outil «  Source ») sont à placer entre la fin de phrase et le point final[comme ça].
- Les liens internes (vers d'autres articles de Wikipédia) sont à choisir avec parcimonie. Créez des liens vers des articles approfondissant le sujet. Les termes génériques sans rapport avec le sujet sont à éviter, ainsi que les répétitions de liens vers un même terme.
- Les liens externes sont à placer uniquement dans une section « Liens externes », à la fin de l'article. Ces liens sont à choisir avec parcimonie suivant les règles définies. Si un lien sert de source à l'article, son insertion dans le texte est à faire par les notes de bas de page.
- La présentation des références doit suivre les conventions bibliographiques. Il est recommandé d'utiliser les modèles {{Ouvrage}}, {{Chapitre}}, {{Article}}, {{Lien web}} et/ou {{Bibliographie}}. Le mode d'édition visuel peut mettre en forme automatiquement les références.
- Insérer une infobox (cadre d'informations à droite) n'est pas obligatoire pour parachever la mise en page.

Pour une aide détaillée, merci de consulter Aide:Wikification.
Si vous pensez que ces points ont été résolus, vous pouvez retirer ce bandeau et améliorer la mise en forme d'un autre article.
John Anthony Genzale Jr, né le 15 juillet 1952 à New York et mort le 23 avril 1991 à La Nouvelle-Orléans, plus connu sous le nom de Johnny Thunders, est un guitariste et chanteur de rock américain. Il a été le guitariste soliste du groupe The New York Dolls de 1972 à 1975. Il a ensuite fondé le groupe The Heartbreakers avant de s'engager dans une carrière solo.

## Biographie
John Genzale est né et a grandi dans le Queens à New York. Il commence à jouer de la musique à la Quintano School for Young Professionals, dans un groupe nommé Johnny and the Jaywalkers, sous le nom de Johnny Volume.
En 1968, il fréquente le Fillmore East les weekends et, quelques années plus tard, le Nobody's, un bar dans Bleecker Street. Il décroche un emploi de vendeur dans un magasin de cuirs, Da Nazz leather shop, dans cette même rue. C'est là qu'il rencontre deux des futurs membres des New York Dolls, Arthur Kane et Billy Murcia. Il rejoint leur groupe, Actress, qui deviendra The New York Dolls lorsque David Johansen et Sylvain Sylvain arriveront, en 1971. C'est à ce moment que John Genzale adopte le nom de scène de Johnny Thunders.
En 1975, il quitte les New York Dolls en compagnie du batteur Jerry Nolan pour fonder le groupe The Heartbreakers avec Richard Hell, ancien bassiste de Television. Richard Hell ne reste que peu de temps (il n'est même pas resté le temps d'un album) pour cause d'incompatibilité d'humeur avec Johnny Thunders ; il forma The Voidoids peu de temps après. À partir de 1978, Johnny Thunders entame une carrière solo avec un premier album So Alone. Les Heartbreakers se reforment périodiquement pour des tournées et sortent un dernier album en 1984. 
À partir de 1983, Johnny Thunders réside souvent à Paris, où il enregistre quelques disques pour le label New Rose et se produit régulièrement au Gibus avec Marco Le Gaucher (M. Sicard) à la basse de chez New Rose et Henri Paul Tortosa à la guitare pour tous les concerts européens sauf Madrid ou Bill Rath revient pour un unique concert jusqu'à la disparition brutale de Johnny Thunders .
Johnny Thunders meurt le 22 avril 1991 dans sa chambre d'hôtel du quartier français de La Nouvelle-Orléans. La veille, Johnny venait de récupérer un gros paquet d'argent d'un contrat finalisé avec une maison de disques japonaise. Le soir même, il fête ça avec ses voisins de chambre (deux hommes et une femme) qu'il rencontre au bar de l'hôtel. Le lendemain, son corps est découvert sans vie au milieu d'un fatras indescriptible, mais sans trace de son argent, ni de sa provision de méthadone (Thunders suivait une cure de désintoxication). L'enquête et l'autopsie du corps sont bâclées et la police locale conclut à une mort par overdose.

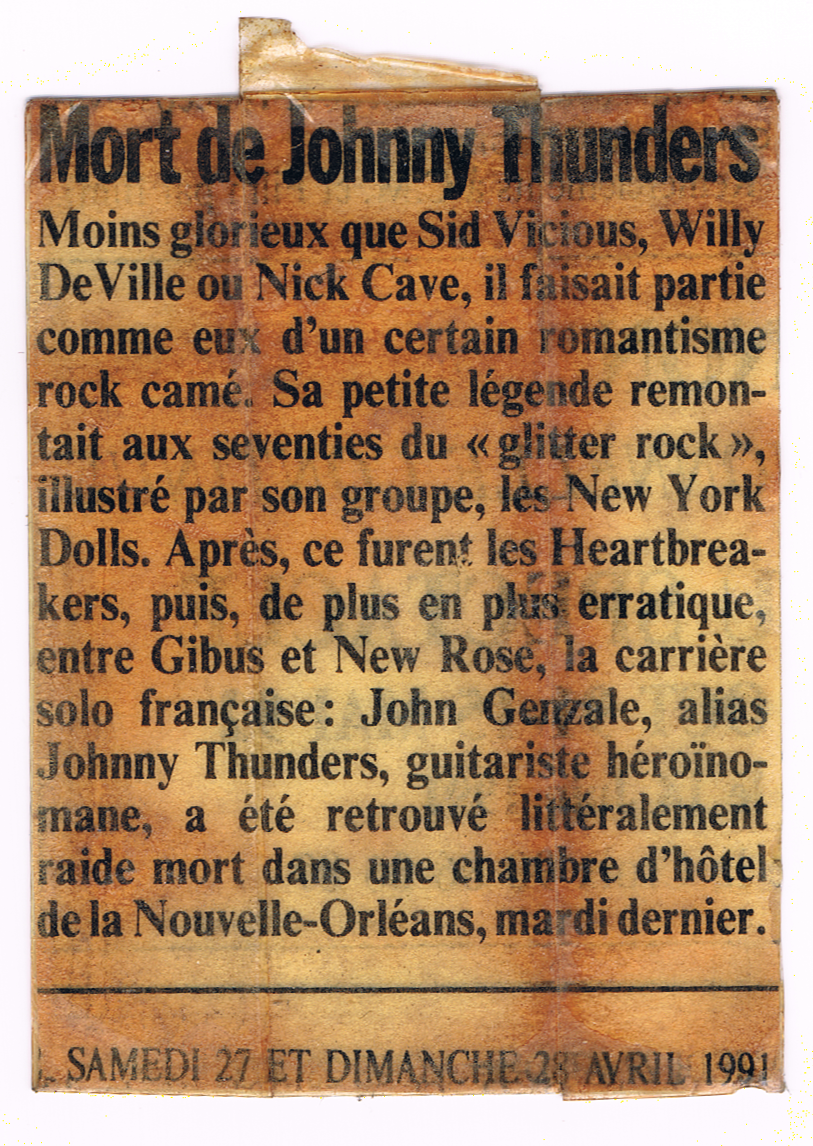
Nécrologie de Johnny Thunders dans « Libération » le 27 avril 1991.

## Addiction ou création?
Bien que Johnny Thunders soit connu pour son addiction à l'héroïne, son apport reste naturellement musical. Un son de guitare particulier, une technique dérivée de Chuck Berry, aussi bien que de Link Wray, un répertoire axé sur un rock n'roll primitif mais qui sonne étonnamment nouveau, des compositions homogènes alimentées par les rues de New York — on retrouve des harmonies communes aussi bien à Willy DeVille qu'à Bruce Springsteen, dans un rendu sonore très différent — font de Johnny Thunders un personnage phare dans le rock n'roll, marquant le début d'une étape nouvelle. Les Punks anglais s'y reconnaîtront, d'abord à travers les New York Dolls, puis les Heartbreakers (ne pas confondre avec les Heartbreakers de Tom Petty). Enfin, on retiendra la voix parfois incertaine, toujours émotionnellement chargée qui rappelle la profonde sensibilité de Johnny Thunders.
Sa fin mystérieuse alimentera la saga du défoncé notoire, alors qu'il était désintoxiqué et suivait un programme méthadone depuis 1987. Willie DeVille, qui occupait une chambre du même hôtel de La Nouvelle-Orléans la nuit de sa mort, en atteste et penche pour la thèse de l'assassinat. La police de Crescent City ne crut pas bon de poursuivre l'enquête, considérant qu'il était un drogué notoire, mort dans les circonstances habituelles de cette société.
Sa réputation, pour les amateurs de rock n'roll, restera celle d'un créateur, un de ceux qui permettent au genre de perdurer.
Un portrait de Johnny Thunders figure dans le recueil Poussières d'anges de la romancière Ann Scott sous le titre Retour à Pigalle.
Les Guns N'Roses lui ont rendu un hommage au travers de la chanson So fine (Use Your Illusion II), ainsi que d'une reprise, You Can't Put Your Arms Around A Memory (The Spaghetti Incident?), bien que le guitariste solo, Slash, déteste Johnny Thunders. C'est le bassiste de Guns N'Roses, Duff McKagan, qui en est fan et qui assure le chant principal sur les morceaux en question.  Adam Bomb rend hommage à son ami au travers de la chanson Johnny in The Sky sur son album (Grave New World), 1993.

## Filmographie
Le film portrait de Lech Kowalski : Born To Lose : The Last Rock and Roll Movie. En 2014, Johnny Thunders fut l'objet d'un nouveau documentaire réalisé par Danny Garcia pour Chip Baker films, Looking for Johnny - The legend of Johnny Thunders, retraçant la carrière de ce dernier de ses débuts dans les années 70 jusqu'à sa mort mystérieuse survenue en 1991.
Il a également joué son propre rôle dans le film Mona et moi de Patrick Grandperret (France, 1989 Synopsis et bande annonce) dont la bande originale est issue de son propre album Copy Cats sorti en 1988.

## Discographie

### New York Dolls
- New York Dolls (1973)
- Too Much Too Soon (1974)
- Lipstick Killers - The Mercer Street Sessions 1972 (1981)
- Red Patent Leather (1984)

### The Heartbreakers
- L.A.M.F. (1977)
- Heartbreaker Live At Max's (1979)
- DTK LAMF live at the speakeasy (1977)
- Live at the Lyceum (1984)

### Johnny Thunders
- So Alone (1978, Real)
- Diary of a lover(1982,PVC)
- In Cold Blood (1983, New Rose)
- Hurt Me (1984, New Rose)
- Que Sera, Sera (1987, Jungle)
- Copy Cats (1988, Jungle) avec Patti Palladin
- Add water and stir (1994) live à Osaka
- In the Flesh (2000) live in Los Angeles 1987